# Angie Westhoff
Angie Westhoff (* 1965 in München) ist eine deutsche Kinder- und Jugendbuchautorin.

## Leben und Wirken
Nach dem Abitur studierte sie Germanistik und Geschichte an der LMU München und arbeitete als Trainerin in der internationalen Lehrerfortbildung. Seit 2006 schreibt sie Kinder- und Jugendbücher. Im Jahr 2013 wurde sie in die süddeutsche Literatenvereinigung „Die Turmschreiber“ aufgenommen.

## Werke
- Ein Fall für Penelope, Klopp Verlag, Hamburg 2007
- Ein neuer Fall für Penelope, Klopp Verlag, Hamburg 2007
- Die Klapperschlangen (Band 1–6), Klopp Verlag, Hamburg 2008–2011
- Das Buch der seltsamen Wünsche, Klopp Verlag, Hamburg 2010
- Die Nachtflüsterin, Klopp Verlag, Hamburg 2011
- Heldengeburtstage, Pink, Hamburg 2012
- Die Klapperschlangen (Band 1–7,) Oetinger Taschenbuch Verlag, Hamburg 2012/13
- Das Buch der seltsamen Wünsche, Oetinger Taschenbuch Verlag, Hamburg 2013
- Rockprinzessin, Pink, Hamburg 2013
- Das Dschungelbuch, Ellermann Verlag, Hamburg 2013
- Alles wegen Amélie – Paris, Oetinger Taschenbuch Verlag, Hamburg 2013
- Der kleine Lord, Ellermann Verlag, Hamburg 2014
- Der geheime Club, Pink, Hamburg 2015
- Robin Hood, Ellermann Verlag, Hamburg 2016
- Robin Hood (Hörbuch), Igel Records, Dortmund 2016
- Bellas zauberhafte Glücksmomente, Random House, München 2016
- Das Buch der seltsamen Wünsche. Der 13. Wunsch; Band 2, Oetinger Taschenbuch GmbH, Hamburg 2017

## Auszeichnungen
2011 wurde Das Buch der seltsamen Wünsche in die Empfehlungsliste der Internationalen Jugendbibliothek (The White Ravens) aufgenommen.